# 新泽西州交响乐团

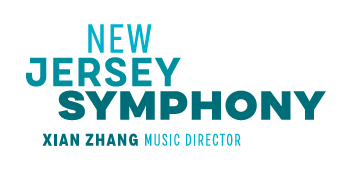
新泽西州交响乐团logo

新泽西州交响乐团（英語：New Jersey Symphony Orchestra，NJSO）是美国新泽西州的州立交响乐团，驻地纽瓦克新泽西表演艺术中心，在该州恩格尔伍德、莫里斯敦、新不伦瑞克、普林斯顿等地也有固定演出场地。

## 历史
乐团的起源可追溯到1840年代德国移民建立的合唱社团，1870年代加入了器乐，1914年形成纽瓦克交响乐团（Newark Symphony）。1922年，两个来自蒙特克萊的乐团加入，组建成为新泽西管弦乐团（New Jersey Orchestra）。乐团第一任首席指挥是菲利普·詹姆斯，乐团现名称自1930年代启用。

## 历任音乐总监
- 菲利普·詹姆斯（英语：Philip James）：1922－1929年
- 雷奈·波兰（René Pollain）：1929－1939年
- 弗里德·魏斯曼（德语：Frieder Weissmann）：1940－1947年
- 萨缪尔·安特克（英语：Samuel Antek）：1947－1958年
- 马特亚斯·阿巴斯（Matyas Abas）：1958－1960年
- 肯尼斯·斯克梅尔霍恩（英语：Kenneth Schermerhorn）：1962－1968年
- 亨利·刘易斯（英语：Henry Lewis (musician)）：1968－1976年
- 托马斯·米夏拉克（Thomas Michalak）：1977－1983年
- 休·沃尔夫（英语：Hugh Wolff）：1985－1993年
- 兹德涅克·马察尔（捷克語：Zdeněk Mácal）：1993－2002年
- 尼姆·耶尔维：2005－2009年
- 雅克·拉孔布（英语：Jacques Lacombe）：2010－2016年
- 张弦：2016年－